# 男人装
《男人幫》（英語：FHM）是英国的男性時尚生活杂志，是全英國最受歡迎的男性雜誌之一，一向以性感的封面女郎及幽默的編輯內容著稱，內容包括時尚、科技、生活、旅行、性、音樂、電玩及電影等，在近30個國家發行。
2000年7月，協和國際多媒體發行的《男人幫》國際中文版創刊，以劉若英清涼入鏡擔任創刊號封面女郎。協和國際多媒體結業後，男人幫出版公司接手發行《男人幫》國際中文版。2004年，时尚集团发行该杂志的简体中文版。
2004年5月创刊，时尚传媒集团旗下刊物，英国EMAP集团以及FHM给了《男人装》最佳的国际版权支持以及内容的共享。《男人装》是中国第一本公开的纯男性向杂志，一本男性综合类时尚杂志，它不仅满足了男人功名，身体等方面的需要，而且也最大程度的体现了现今社会男人的真实欲求，它的办刊宗旨就是要做“男人的真性情杂志”，它填补了男性期刊市场的空缺，也填补了男性心理需要的空缺。
2015年11月17日，《男人幫》網站上宣布該雜誌的英国版停刊。
2019年6月10日，《男人幫》國際中文版宣布將自同年7月1日起停刊，並暫停電子書訂閱服務。

## FHM女郎
FHM在中国大陆地区曾經为章子怡、黄圣依、范冰冰、周迅、秦岚、曾黎、孟广美和周显欣等女明星拍摄过性感写真。章子怡曾經进入FHM评选的世界年度百大性感美女之列。
在台灣BY2、安心亞、隋棠、蔡依林、S.H.E、關穎、白歆惠和張惠妹等人曾經登上男人幫封面。台灣男人幫自2000年開始每年3月左右舉辦台灣區百大美女票選，2011年前三名為安心亞、隋棠和蔡依林，2012年前三名為安心亞、林采缇、林志玲，2013年至2015年台灣區第一名都是郭雪芙，2016年台灣區第一名為蔡依林。
历年FHM评选百大性感女人第一名
| 年   | 姓名                                       | 年龄 | 备注                           |
| ---- | ------------------------------------------ | ---- | ------------------------------ |
| 1995 | Claudia Schiffer 克勞蒂亞·雪佛             | 25   | 超模                           |
| 1996 | Gillian Anderson 吉蓮·安德森               | 28   | 电视演员                       |
| 1997 | Teri Hatcher 泰瑞·海契                     | 33   |                                |
| 1998 | Jenny McCarthy 詹妮·麦卡锡                 | 26   |                                |
| 1999 | Sarah Michelle Gellar 莎拉·蜜雪兒·吉蘭     | 22   |                                |
| 2000 | Jennifer Lopez 珍妮佛·羅培茲               | 31   |                                |
| 2001 | Jennifer Lopez 珍妮弗·羅培兹               | 32   | 第一个两次赢得这一荣誉者       |
| 2002 | Anna Kournikova 安娜·庫妮可娃              | 22   | 第一个运动员                   |
| 2003 | Halle Berry 荷莉·貝瑞                      | 37   | 年龄最大者/ 第一个非洲裔美国人 |
| 2004 | Britney Spears 布蘭妮·斯皮爾斯             | 23   | 女歌手/演員                    |
| 2005 | Kelly Brook 凯莉·布鲁克                    | 26   | 女模特/演員                    |
| 2006 | Keira Knightley 琪拉·奈特莉                | 21   | 最年轻者                       |
| 2007 | Jessica Alba 潔西卡·艾巴                   | 26   |                                |
| 2008 | Megan Fox 梅根·福克斯                      | 22   |                                |
| 2009 | Cheryl Cole 雪莉·柯爾                      | 25   |                                |
| 2010 | Cheryl Cole 雪莉·柯爾                      | 26   | 第二个两次赢得这一荣誉者       |
| 2011 | Rosie Huntington-Whiteley 露絲·漢丁頓-維莉 | 24   |                                |
| 2012 | Tulisa Contostavlos 图丽莎·康托斯塔夫洛斯  | 23   |                                |
| 2013 | Mila Kunis 米娜·古妮丝                     | 29   |                                |
| 2014 | Jennifer Lawrence 珍妮佛·勞倫斯            | 23   |                                |
| 2015 | Michelle Keegan 蜜雪兒·基根                | 27   |                                |
| 2016 | Margot Robbie 瑪格·羅比                    | 26   |                                |
| 2017 | Gal Gadot 盖尔·加朵                        | 32   |                                |

## FHM iPad
FHM台灣地區，於2011年由台灣區集團投資公司我愛數位科技 （页面存档备份，存于）領銜，開發出第一個由台灣獨立製作的電子雜誌app，於同年1月經app store上架販售即創下當月下載人次達10萬人次的佳績，引發出版業重度關注，立下平面出版商轉型數位閱讀的成功典範（《今周刊》第746期）。

## 查封微信事件
2017年6月7日，《男人幫》中国大陆版微信公众号被查封。又根据南方网消息，是广东网信办下的指令查封该微信号。同年8月以“新男人装”的公众号名称重新上线。